# Харьяста
Харья́ста (бур. Харьяастай) — улус в Кяхтинском районе Бурятии. Входит в сельское поселение «Большелугское».

## География
Расположен на левом берегу реки Чикой, при впадении речки Харьясты (бур. Харьяаста — «река с перекатами»), в 17 км к северу от центра сельского поселения — села Большой Луг, и в 59 км от районного центра — города Кяхта; в 11 км к востоку от улуса проходит федеральная автомагистраль А340 Кяхтинский тракт. В Харьясте — паромная и ледовая переправа через Чикой.

## История
Приказом по Забайкальскому казачьему войску № 248 от 22 марта 1916 года станица Харьяская и Харьяское урочище были переименованы в Хорошхинскую станицу и Хорошхинское урочище в честь бывшего наказного атамана Забайкальского казачьего войска генерала Хорошхина. Убур-Дзокуйское урочище Харьяской станицы переименовано в Даниловское в память генерал-адъютанта Данилова.

## Население
| 2002 | 2010 |
| ---- | ---- |
| 32   | ↘18  |